# أليثيا سانث
أليثيا سانث إسبينوسا (بالإسبانية: Alicia Sanz Espinosa) هي ممثلة إسبانية ولدت في يوم 10 أبريل 1988 في مدينة سبتة، اشتهرت بعد تمثيلها في مسلسل Gavilanes في سنة 2011، ومثلت في فيلم Afterparty في سنة 2013، ومسلسل السيد في 2020.

## روابط خارجية
- أليسيا سانز على موقع IMDb (الإنجليزية)
- أليسيا سانز على موقع قاعدة بيانات الفيلم (الإنجليزية)